# Rosabel Espinosa
Rosabel Espinosa de la Casa (Alicante, 18 de mayo de 1976) es una ex gimnasta rítmica española que fue componente de la selección nacional de gimnasia rítmica de España en modalidad individual. Medallista de bronce por equipos en el Europeo de Stuttgart (1992), también logró el bronce por equipos en el Europeo Júnior de Tenerife (1989) y 5 medallas en el Europeo Júnior de Lisboa (1991): bronce por equipos, en el concurso general y en pelota, y plata en mazas y en cinta. Fue además campeona de España en categoría de honor en 1992. En la actualidad es entrenadora en el Club ECA de Alicante junto a las también exgimnastas nacionales Vanesa Muñiz y Natalia Marín.

## Biografía deportiva

### Inicios
Se inició en la práctica de gimnasia rítmica en la Escuela de Competición de Alicante (Club ECA) entrenada por Francisca Maneus (conocida como Paqui Maneus). En diciembre de 1987, con 11 años, logró la 6.ª posición en el torneo «Objetivo '92» de Alicante. En 1988 es llamada para la concentración de jóvenes promesas «Barcelona 92». Allí coincidirá con algunas futuras estrellas de la gimnasia rítmica española como Ada Liberio, Edi Moreno, Carmen Acedo, Carolina Pascual, Eider Mendizábal, Noelia Fernández, Gemma Royo o Montse Martín.

### Etapa en la selección nacional

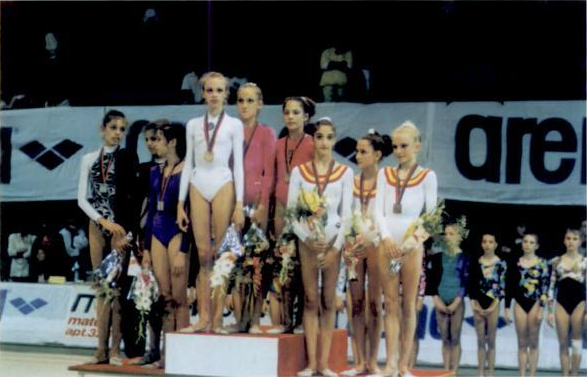
Espinosa (tercer escalón, en el centro) con el bronce por equipos en el Europeo Júnior de Lisboa (1991).

En 1989 fue escogida por Emilia Boneva para entrar en la selección nacional júnior. En abril participó en el torneo Communaute Europeenne, donde quedó en 10.º lugar. En el torneo Triangolare fue 15.ª. En junio de 1989, en el Campeonato de Europa Júnior de Tenerife, obtuvo la medalla de bronce por equipos junto a Ada Liberio y Edi Moreno. En la misma competición logró la 6.ª plaza en la general y la 5.ª en cuerda, aro y pelota. En octubre, en el Torneo de Les Arènes de l'Agora d'Evry, logró la plata por equipos. En junio de 1990 fue 7.ª en el torneo Ciudad de Alicante. Ese mismo año, en la III Fase de la Copa de España, celebrada en Valladolid, logró el bronce, mientras que fue 4.ª en la Final de la Copa de España, disputada en Alicante el 10 de noviembre. En abril de 1991 logró la 7.ª plaza en el torneo Ciudad de Alicante. En julio de ese mismo año, participó en el Campeonato de Europa Júnior de Lisboa, donde obtuvo la medalla de bronce por equipos junto a Carolina Borrell, Bárbara Plaza y la suplente Peligros Piñero. En esa misma competición logró el bronce en el concurso general y en la final de pelota, y la plata en la de mazas y en la de cinta. En el Campeonato de España Individual de ese año, disputado en Torrevieja, fue 8.ª en categoría de honor con el Club ECA de Alicante.
En marzo de 1992, ya como parte del equipo sénior, participó en el torneo de Louvain-la-Neuve, donde logró el oro en la general y en mazas, la plata en aro, y el bronce en cuerda y pelota. En junio fue medalla de bronce en la competición por equipos del Campeonato de Europa de Stuttgart, junto a Carmen Acedo y Carolina Pascual. En ese mismo campeonato acabó 17.ª en los preliminares del concurso general. No participó en la final al permitirse en la misma únicamente dos gimnastas por país como máximo. Además, Espinosa fue campeona de España en categoría de honor en 1992, título logrado ex aequo con Noelia Fernández. En abril de 1993, fue 15.ª en el torneo Cassa di Risparmio. En noviembre de 1993, acudió al Campeonato Mundial de Alicante, donde fue 4.ª en la competición por equipos junto a Carmen Acedo, Amaya Cardeñoso y Carolina Pascual. Actuó únicamente con el ejercicio de cuerda, acabando en el puesto 119 de la clasificación general, y logró la 5.ª plaza en la final de cuerda empatada con su compañera Amaya Cardeñoso y con Magdalena Brzeska.

### Retirada de la gimnasia
Se retiró en 1993. Posteriormente se diplomó en Magisterio de Educación Física, trabajando como maestra en un colegio de Rojales, y se sacó el título de Entrenadora Nacional de Gimnasia Rítmica. En la actualidad es entrenadora en el Club ECA de Alicante, donde es técnico junto a las también exgimnastas nacionales Vanesa Muñiz y Natalia Marín.
En septiembre de 2018 viajó junto a varias exgimnastas de la selección española al Mundial de Gimnasia Rítmica de Sofía para reencontrarse con la ex seleccionadora nacional Emilia Boneva, organizándose además una cena homenaje en su honor. El 16 de noviembre de 2019, con motivo del fallecimiento de Emilia Boneva, unas 70 exgimnastas nacionales, entre ellas Rosabel, se reunieron en el tapiz para rendirle tributo durante el Euskalgym. El evento tuvo lugar ante 8.500 asistentes en el Bilbao Exhibition Centre de Baracaldo y fue seguido además de una cena homenaje en su honor.

## Legado e influencia
Su medalla de bronce por equipos junto a Ada Liberio y Edi Moreno en el Campeonato de Europa Júnior de Tenerife (1989) fue la primera medalla internacional oficial para la rítmica individual en España desde 1978. Espinosa es también la única gimnasta española que ha conseguido una medalla en la general individual de un Campeonato Europeo Júnior, al hacerlo en el de Lisboa en 1991. Su compañera en la selección nacional, Montse Martín, hablaba así en 2018 sobre las características como gimnasta que le atribuía: 

«Gimnasta con unas condiciones fantásticas para este deporte, llenaba el tapiz con una energía, expresión y garra maravillosa, que unido a un estilo propio, gran dificultad de aparato y unas coreografías únicas de la gran escuela española dirigida por Emilia Boneva, le hicieron estar entre las mejores toda su carrera deportiva».

El periodista alicantino Luis Miguel Sánchez indicaba en ABC en 1993 que: 

«Tiene unas condiciones físicas completas, entre las que destaca su elasticidad. Expresivamente es viva y rápida. En el tapiz se comunica bien con el público gracias a la alegría que transmite en sus movimientos. De ella se ha dicho que su presencia en el Mundial de Alicante es el justo premio a un trabajo abnegado y sin estridencias».

## Equipamientos
| Período     | Proveedor  |
| ----------- | ---------- |
| 1989 - 1993 | Arena      |
| 1993        | John Smith |

## Música de los ejercicios
| Año         | Aparatos | Música |
| ----------- | -------- | --- |
| 1987        | Pelota   | Adagio de Albinoni, compuesto por Remo Giazotto.                                                                           |
| 1987        | Aro      | «Terry's Theme» («Eternally»), compuesto por Charles Chaplin para la banda sonora de Candilejas.                           |
| 1987        | Cuerda   | «Charlestón (Mamá, cómprame unas botas)» de Enrique y Ana, versión del tema «Yes Sir, That's My Baby» de Walter Donaldson. |
| 1989        | Pelota   | Romanza andaluza, Op. 22 Nº 1 de Pablo Sarasate.                                                                           |
| 1989        | Cuerda   | Zapateado, Op. 23 de Pablo Sarasate.                                                                                       |
| 1990        | Pelota   | Banda sonora de La misión, compuesta por Ennio Morricone.                                                                  |
| 1990        | Aro      | «Going Home: Theme of the Local Hero» de Mark Knopfler.                                                                    |
| 1991        | Mazas    | «Russian Sailors Dance» de Reinhold Glière.                                                                                |
| 1991 - 1992 | Pelota   | «Caruso» de Lucio Dalla.                                                                                                   |
| 1992        | Aro      | Pieza Asturias (Leyenda), perteneciente a la Suite española, Op. 47 de Isaac Albéniz.                                      |
| 1993        | Pelota   | «La cumparsita» de Gerardo Matos Rodríguez.                                                                                |
| 1993        | Mazas    | «Love and Liberté» de Gipsy Kings.                                                                                         |
| 1993        | Cuerda   | «Chica ye ye», compuesta por Augusto Algueró.                                                                              |

## Palmarés deportivo

### Selección española
| 1989 - Torneo Communaute Europeenne 10.º puesto en concurso general - Torneo Triangolare 15.º puesto en concurso general - Campeonato de Europa Júnior de Tenerife Bronce por equipos 6.º puesto en concurso general 5.º puesto en cuerda 5.º puesto en aro 5.º puesto en pelota - Torneo de Les Arènes de l'Agora d'Evry Plata por equipos 1990 - Torneo Ciudad de Alicante 7.º puesto en concurso general 1991 - Torneo Ciudad de Alicante 7.º puesto en concurso general - Campeonato de Europa Júnior de Lisboa Bronce por equipos Bronce en concurso general Bronce en pelota Plata en mazas Plata en cinta | 1992 - Torneo de Louvain-la-Neuve Oro en concurso general Oro en mazas Plata en aro Bronce en cuerda Bronce en pelota - Campeonato de Europa de Stuttgart Bronce por equipos 17.º puesto en concurso general (preliminares)* 1993 - Torneo Cassa di Risparmio 15.º puesto en concurso general - Campeonato del Mundo de Alicante 4.º puesto por equipos 119.º puesto en concurso general** 5.º puesto en cuerda |

*No participó en la final del Europeo de 1992 al permitirse en la misma únicamente dos gimnastas por país como máximo

**Realizó únicamente el ejercicio de cuerda y no los cuatro